# Hermandad del Perdón (Córdoba)
La  Hermandad y Cofradía de Nazarenos de Nuestro Padre Jesús del Perdón ante Anás, María Santísima del Rocío y Lágrimas y San Miguel Arcángel, es una hermandad de penitencia de la ciudad de Córdoba. Tiene su sede canónica en la Iglesia de San Roque - Buen Pastor y realiza su estación de penitencia  en la tarde del Miércoles Santo.

## Historia
En el año 1.990 se funda la hermandad en la Parroquia de San Miguel Arcángel, en torno a una imagen de una Dolorosa, obra del escultor D. Francisco Romero Zafra. Inicialmente se denomina “Hermandad y Cofradía de Nazarenos de Nuestro Padre Jesús en el Desprecio de Herodes y María Santísima del Rocío en sus Misterios Dolorosos”, bendiciendose la Imagen de la Virgen por D. Miguel Vacas el Sábado Santo de 1990.
El día 12 de enero de 1992  la cofradía se traslada al Convento del Buen Pastor de las Madres Filipenses, bendiciéndose la imagen del Señor dos años más tarde, el día 27 de febrero de 1994 por Fray Ricardo del Olmo.
Sus reglas son aprobadas el día 10 de mayo de 1995 y el Miércoles Santo de 1996 se produce la primera salida procesional de Nuestro Padre Jesús del Perdón. El 22 de mayo de 1998 se bendice el paso de misterio, diseñado y realizado por José Carlos Rubio, en caoba y plata. La primera salida de María Santísima del Rocío y Lágrimas tuvo lugar en el año 2000, en un paso de palio diseñado por Fray Ricardo de Córdoba y realizado por D. Antonio Villar Moreno, conocido como el de “las corbatas”, que sería sustituido por uno de cajón provisional en 2010 a la espera de un nuevo proyecto. Cabe destacar que, desde la restauración de su sede en 2015, sus titulares presiden el altar mayor.
El proyecto de palio, diseñado por Álvaro Abril y presentado en 2015 se basa en la tradición arquitectónica y ornamental del periodo de máximo esplendor constructivo de la Mezquita, partiendo del periodo histórico de Abd-al-Rahman I.

## Imágenes Titulares
- Nuestro Padre Jesús del Perdón

es obra del imaginero cordobés Francisco Romero Zafra, siendo entregada a la hermandad en 1993. Jesús es representado de pie y maniatado, en el momento de recibir la bofetada. Las imágenes secundarias son obra de Manuel Luque Bonillo, entre 1998 y 2000. 
- María Santísima del Rocío y Lágrimas

Dolorosa de candelero para vestir, realizada por  Francisco Romero Zafra en 1990.

## Música
- Primer paso. Banda de Cornetas y Tabores Coronación de Espinas (Córdoba)
- Segundo paso. Banda de Música Tubamirum (Cañete de las Torres, Córdoba)

### Patrimonio Musical

#### Para Cornetas y Tambores
- ”El Hijo del Hombre”. Rafael Vázquez Mateo, 2013.
- “Rey de los Judíos”. Rafael Vázquez Mateo, 2019.
- “La Bofetá”. David Álvarez, 2024.

#### Para Banda de Música
- ”Reina de la Judería”. Javier Calvo Gaviño, 2004.
- ”Madre del Perdón”. Jesús Lora Vaquero, 2010.
- ”Rocío y Lágrimas”. Ignacio Borrego, 2013.
- ”De Porcelana”. Francisco Javier González Gallardo, 2018.
- ”Rocío y Lágrimas”. Juani Gutiérrez, 2019.

| Predecesor: El Prendimiento (Martes Santo) | Orden de entrada en la carrera oficial ( Miércoles Santo) Primer lugar | Sucesor: La Paz y Esperanza |